# Château de Ville-sur-Saulx
Le château de Ville-sur-Saulx est un château Renaissance situé à Ville-sur-Saulx, en Meuse ; il a été construit en 1550. Il fait l’objet d’une inscription au titre des monuments historiques depuis le 6 mars 1995.

## Description
Le château originel a été construit sur une base carrée par Ligier Richier à partir de 1550 sur ordre du seigneur local, Gilles de Trèves. Le domaine a été étendu par l'achat d'une papeterie et d'un moulin qui a une présence attestée depuis le XIVe siècle sur la Saulx qui s'étend sur le village de Lisle-en-Rigault.
Acquis en l'année 1892 par la famille Claudel, un jardin à l'anglaise y est construit. Aujourd'hui, le jardin est classé ainsi que le pont en fonte sur la Saulx. C'est en ce lieu que Paul Claudel écrivit l'une de ses plus belles pièce de théâtre : Partage de midi.

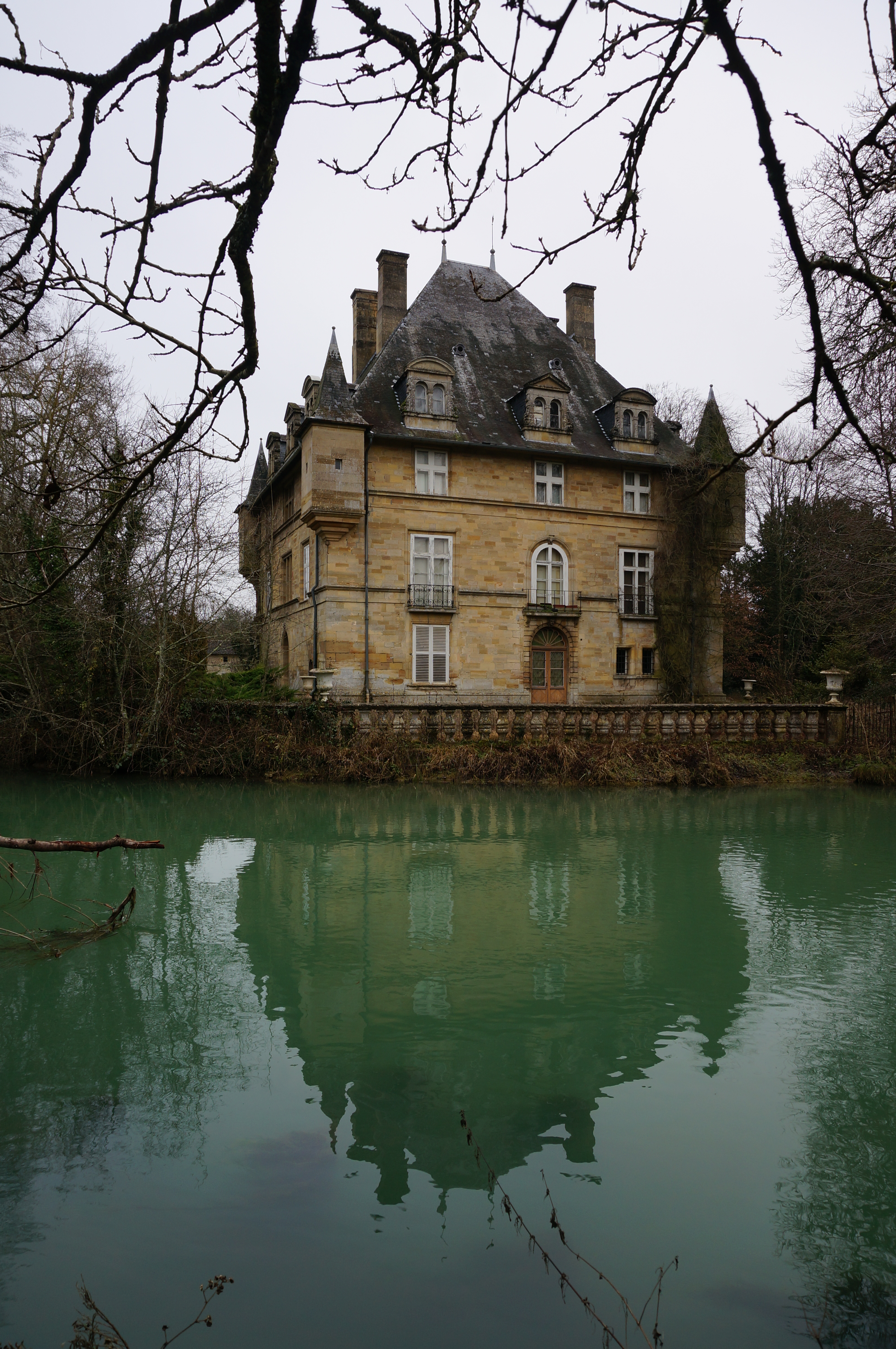
Le château et son double dans la Saulx.

Une partie du parc est sur la commune de Lisle-en-Rigault.